# 和光薬業
和光薬業株式会社（わこうやくぎょう）は、医薬品・衛生材料の卸売を中心とする日本の企業であった。現在はスズケングループの一社アスティスである。医薬品の卸売手。

## 概要
- 高知県高知市桟橋通2-7-17
- 代表取締役社長 今西重喜

## 大株主
- 第一製薬24％
- 今西重喜17％
- 藤沢薬品14％
- 三共11％
- 萬有製薬8％
- 日本新薬5％

## 沿革
- 1957年5月 - 中澤薬業の専務・中沢巌により第一製薬を主力として「中沢巌商店」設立
  - 主力メーカー - 第一製薬・三共・藤沢薬品 等
- 1963年3月 - 代表取締役社長・中沢巌 辞任
  - 社名を「和光薬業」と変更
- 1993年4月 - 株式会社コーエイと合併し、株式会社ヤクオーを設立

## 営業所
- 高知県 - 高知市・中村市・安芸市・室戸市・土佐清水市・宿毛市・高岡郡

## 主な取引メーカー
- 藤沢薬品
- 第一製薬
- 日本新薬
- 小野薬品
- 持田製薬
- 富山化学